# Kōji Yusa
 (février 2012).
Si vous disposez d'ouvrages ou d'articles de référence ou si vous connaissez des sites web de qualité traitant du thème abordé ici, merci de compléter l'article en donnant les références utiles à sa vérifiabilité et en les liant à la section « Notes et références ».
Kōji Yusa (游佐浩二, Yusa Kōji) est un seiyū japonais né le 12 août 1968 à Kyoto (Fushimi-ku). 
Il est surtout connu pour ses rôles dans Choja Raideen (Raideen Owl), la série de jeux vidéo Sonic (Shadow le hérisson), Bleach (Ichimaru Gin), Ikki Tousen (Zuo Ci et Xu Huang), Majin Tantei Nōgami Neuro (Eiji Sasazuka), Zettai Karen Children (Kyosuke Hyobu) et Kamen Rider Den-O (Urataros). Il a également fait le doublage de Lau dans Black Butler, de Akim Papladon dans Blood Lad et de Fusunani dans Kuromukuro.

## Doublage

### Animation
- Choja Raideen - Raideen Owl
- Bleach - Ichimaru Gin
- Majin Tantei Nōgami Neuro - Eiji Sasazuka
- Zettai Karen Children - Kyosuke Hyobu
- Black Butler - Lau
- Blood Lad - Akim Papladon
- Kuromukuro - Fusunani
- Amatsuki - Kon Shinonome
- Nurarihyon no Mago - Nurarihyon
- Karneval - Tsukitachi
- Uta no prince-sama - Ryuya Hyuga
- Starry Sky - Iku Mizushima
- La storia della Arcana Famiglia - Jolly
- Kore wa Zombie desu ka? - Yoru no Ou
- Ookami Kakushi - Shunichiro Sakaki
- Special A - Aoi Ogata
- Imagin Anime - Urataros
- Koi to Senkyo to Chocolate - Reigi Saga
- Ao no Exorcist - Kinzo Shima
- Kara no Kyoukai - Cornelius Alba
- The Immorals - Tatsuya Kadono
- Zetman - Seiji Haitani
- Saint Seiya - Kardia Scorpio
- Higurashi no naku koro ni - Juuza Amakusa
- Yu-Gi-Oh! - Fubuki Tenjouin
- Eden of the East - Jintaro Tsuji
- Prince du tennis - Osamu Watanabe
- Imagin Anime 2 - Urataros
- Imagin Anime 3 - Urataros
- Sword Art Online - Kuradeel
- Mission-E - Kiriku
- Maji de Watashi ni Koi Shinasai! - Touma Aoi
- Tiger and Bunny - Yuri Petrov
- Shinrei Tantei Yakumo - Kinoshita Eiichi
- Koutetsu Sangokushi - Shiyu Shoukatsukin
- Great Teacher Onizuka - Le père d'Onizuka
- Blood+ - Gudrif
- Hunter × Hunter - Wing
- Tegami Bachi - Lawrence
- Gintama - Toujou Ayumu
- Ergo Proxy - Vincent Law
- Claymore - Isley
- Seikon No Qwaser - Georg Tanner
- Hitozuma Kasumi-san - Ryoji Matsubara
- Eyeshield 21- Rui Habashira
- Kimi to Boku - Le père d'Asaba
- Kengan Ashura - Kaneda Suekichi
- How I Married an Amagami Sister - Miemon Kitashirakawa

### Tokusatsu
- Power Rangers Turbo - Ranger fantôme, Elgar
- Power Rangers : Dans l'espace - Ranger fantôme, Elgar, Psycho bleu
- Power Rangers : L'Autre Galaxie - Ranger fantôme, Elgar, Psycho bleu
- Kamen Rider Ryuki, Hyper Battle Video : Ryuki vs Kamen Rider Agito - Kamen Rider Agito (mirage)
- Mahō Sentai Magiranger - Yeti Zee
- Power Rangers : Super Police Delta - Katana
- Kamen Rider Kabuto, super Battle Video : Gatack Hyper Form est né !!! - Gatack Zecter
- Kamen Rider Den-O - Urataros/U-Ryōtarō/Kamen Rider Den-O
- Kamen Rider Den-O, le film : Me, voilà né ! - Urataros/U-Ryōtarō/Kamen Rider Den-O
- Adieu Kamen Rider Den-O, le film : Final Countdown - Urataros/U-Ryōtarō/Kamen Rider Den-O
- Kamen Rider Kiva & Den-O, le film : Flic au climax - Urataros/U-Ryōtarō/Kamen Rider Den-O
- Kamen Rider Kiva, le film : Roi du château dans le monde démoniaque - Joueur de shōgi
- Kamen Rider Dragon Knight - Drew Lansing/Kamen Rider Torque
- Kamen Rider Decade - Urataros/U-Natsumi/Kamen Rider Den-O
- Super Kamen Rider Den-O & Decade NEO Generations, le film : Le cuirassé d'Onigashima - Urataros/Kamen Rider Den-O/Kamen Rider G3
- Kamen Rider × Kamen Rider × Kamen Rider, THE MOVIE : Super Den-O Trilogy - Urataros/U-Daiki/Kamen Rider Den-O/Kamen Rider Diend
- Power Rangers Samurai - Jayden Shiba/Ranger samurai rouge
- OOO, Den-O, All Riders : Let's Go Kamen Riders - Urataros/Kamen Rider Den-O
- Power Rangers Super Samurai - Jayden Shiba/Ranger samurai rouge
- Kamen Rider × Super Sentai : Super Hero Taisen - Urataros/Kamen Rider Den-O, Ryū Terui/Kamen Rider Accel (voix)
- Kamen Rider Heisei Generations Forever - Urataros/U-Ryōtarō
- Saber + Zenkaiger : Superhero Senki - Urataros
- Bakuage Sentai Boonboomger - Waruido Spindo

### Jeux vidéo
- Hakuouki - Harada Sanosuke
- Ikki Tousen - Zuo Ci et Xu Huang
- Kamen Rider Battle : Ganbaride - Urataros/Kamen Rider Den-O
- Kamen Rider Battle : Ganbarizing - Urataros/Kamen Rider Den-O
- Kamen Rider Battle : Ganba Legends - Urataros/Kamen Rider Den-O
- Kamen Rider Battride War - Urataros/Kamen Rider Den-O
- Kamen Rider Battride War Ⅱ - Urataros/Kamen Rider Den-O
- Kamen Rider Battride War : Genèse - Urataros/Kamen Rider Den-O
- Kamen Rider : Climax Heroes - Urataros/Kamen Rider Den-O
- Sonic - Shadow le hérisson
- Super Robot Wars - Cuervo Cero
- Shadow the Hedgehog - Shadow
- Nier (jeu vidéo) - Adult Nier